# Plymouth (oprogramowanie)

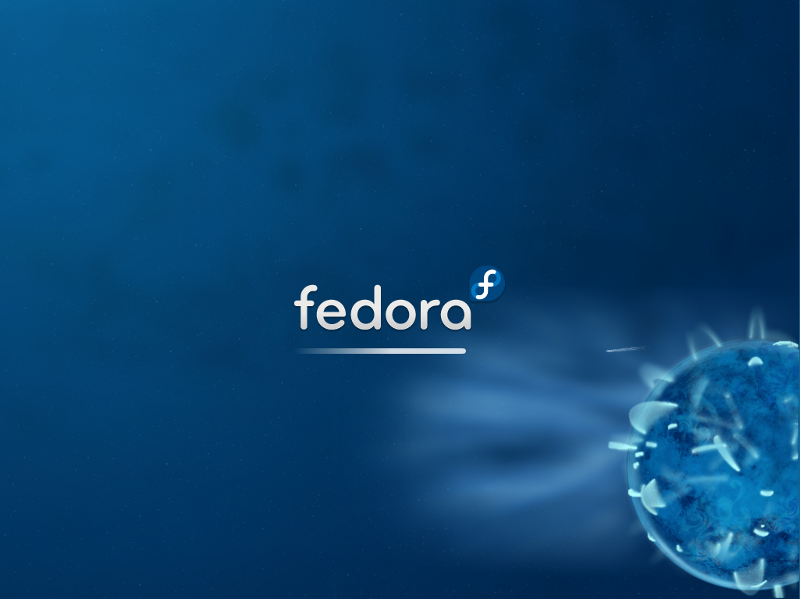
Plymouth w Fedorze 10

Plymouth - oprogramowanie stworzone dla systemu Linux, wyświetlające graficzną animację podczas jego rozruchu (bootowania), w miejsce standardowych komunikatów tekstowych.
Projekt Plymouth został stworzony przez firmę Red Hat. Po raz pierwszy wykorzystano go w dystrybucji Fedora 10 (Cambridge). 
Oprogramowanie Plymouth pozwala na używanie motywów graficznych, dzięki którym możliwe jest dopasowanie wyglądu ekranu startowego według własnych preferencji. Podczas ładowania się systemu zamiast tekstowych informacji o jego starcie może być wyświetlany pasek postępu lub inna wybrana przez użytkownika animacja.